# Gmünder Ersatzkasse
Die Gmünder Ersatzkasse, kurz GEK, war eine Ersatzkasse mit Sitz in Schwäbisch Gmünd. Zum 1. Januar 2010 fusionierte die GEK mit der alten Barmer Ersatzkasse (BEK) zur Barmer GEK.

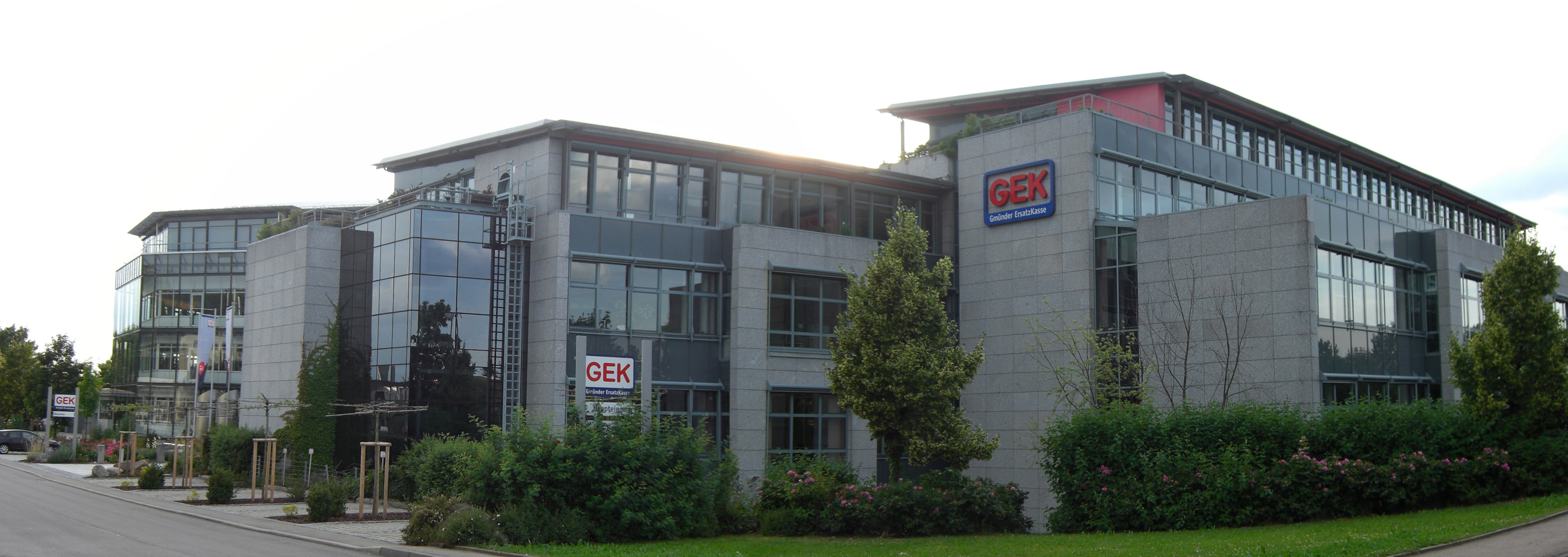
Hauptverwaltung der GEK in Schwäbisch Gmünd

## Geschichte
Sie wurde am 4. Mai 1878 als Nationale Kranken- und Begräbniskasse des Gewerkvereins der Deutschen Gold- und Silberarbeiter und verwandter Berufsgenossen in Schwäbisch Gmünd gegründet. Unter dem Dach der GEK gingen durch Fusionen am 1. Januar 1998 die Neptun-Ersatzkasse (N-EK), am 1. Januar 2004 die Brühler – Die Ersatzkasse sowie die Buchdrucker-Krankenkasse Hannover (BK) und am 1. Juli 2008 die HZK auf. Zum 1. Januar 2010 fusionierte die GEK mit der alten BEK zur Barmer GEK.
Die GEK gab über viele Jahre eine Schriftenreihe zur Gesundheitsanalyse heraus. So unter anderem im Jahre 2008 den Band 65 mit dem Titel ADHS bei Kindern und Jugendlichen (Birte Gebhardt, Emily Finne, Oda von Rahden, Petra Kolip unter Mitarbeit von Gerd Glaeske und Edda Würdemann: ADHS bei Kindern und Jugendlichen – Befragungsergebnisse  und Auswertungen der Gmünder Ersatzkasse GEK, Hrsg.: Gmünder  Ersatzkasse,  Asgard–Verlag, St.-Augustin 2008, ISBN 978-3-537-44065-5.)

## Struktur

2009 abgelöstes Logo

Im Dezember 2009 betreute die GEK über 1,7 Millionen Versicherte, darunter 1,2 Millionen Mitglieder, der Rest mitversicherte Familienangehörige, und war damit die fünftgrößte Ersatzkasse in Deutschland. Die Hauptverwaltung befand sich im Schwäbisch Gmünder Ortsteil Unterbettringen.
Die GEK war Mitglied im Verband der Ersatzkassen (vdek). Ihr Vorstandsvorsitzender war seit dem 1. Januar 2008 Rolf-Ulrich Schlenker. Zum Stellvertreter im Vorstand wurde vom Verwaltungsrat Alexander Stütz gewählt.
Die GEK beschäftigte zuletzt rund 2500 Mitarbeiter, darunter 330 Auszubildende, an mehr als 180 Standorten in ganz Deutschland.